# Rajko Knez
Rajko Knez, slovenski pravnik, profesor in ustavni sodnik * 1969, Slovenj Gradec, Slovenija.

## Življenjepis
Rajko knez je diplomiral Pravni fakulteti Univerze v Mariboru s področja pogodbenih odnosov v mednarodnem zasebnem pravu. Znanstveni magisterij s področja gospodarskega prava je dokončal na istifakulteti leta 1996. Dve leti kasneje je opravil pravniški državni izpit. Doktoriral je leta 2000 na Pravni fakulteti Univerze v Mariboru pod mentorstvom dr. Miroslave Geč Korošec, po predhodni pripravi doktorata s področja varstva okolja v ZDA, kjer je krajši čas opravljal prakso tudi v odvetništvu.
Na Pravni fakulteti v Mariboru je bil zaposlen od leta 1993, od leta 2011 kot redni profesor za področje prava EU. Dopolnilno je bil od 2015 do 2017 kot višji pravosodni svetovalec zaposlen na upravnem oddelku Vrhovnega sodišča Republike Slovenije, kjer je primarno opravljal delo s področja prava Evropske unije. Med letoma 2007 in 2011 je opravljal funkcijo dekana mariborske pravne fakultete.
S 25. aprilom 2017 je dr. Rajko Knez nastopil funkcijo ustavnega sodnika namesto ustavnega sodnika dr. Ernesta Petriča, ki mu je s tem dnem prenehal mandat. 19. decembra 2018 je nastopil funkcijo predsednika Ustavnega sodišča Republike Slovenije.. Mandat predsednika Ustavnega sodišča Republike Slovenije mu je potekel 15. decembra 2021 z odstopom.